# فرد تاتاسیور
فرد تاتاسیور (انگلیسی: Fred Tatasciore؛ زادهٔ ۱۵ ژوئن ۱۹۶۷) یک هنرپیشه، و صداپیشه اهل ایالات متحده آمریکا است. وی از سال ۱۹۸۲ میلادی تاکنون مشغول فعالیت بوده‌است.
از فیلم‌ها یا برنامه‌های تلویزیونی که وی صداپیشگی آن‌ها را برعهده داشته است می‌توان به افسانه مورتال کامبت: انتقام اسکورپیون ، تی‌ام‌ان‌تی، افسون‌زده و وقتی مارنی آنجا بود اشاره کرد.